# Ajania korovinii
Ajania korovinii là một loài thực vật có hoa trong họ Cúc. Loài này được Kovalevsk. mô tả khoa học đầu tiên năm 1986.